# Ștefan din Bizanț
Ștefan din Bizanț sau Ștefan al Bizanțului (în latină Stephanus Byzantinus; în greacă: Στέφανος Βυζάντιος, Stéphanos Byzántios; n. secolul al VI-lea d.Hr., Constantinopol, Imperiul Roman de Răsărit – d. secolul al VI-lea d.Hr.), a fost autorul unui important dicționar geografic intitulat Etnica (Ἐθνικά). Din dicționarul propriu-zis supraviețuiesc doar câteva fragmente scurte, dar există o epitomă scrisă de un anume Hermolaus, care nu a fost identificat.

## Viață

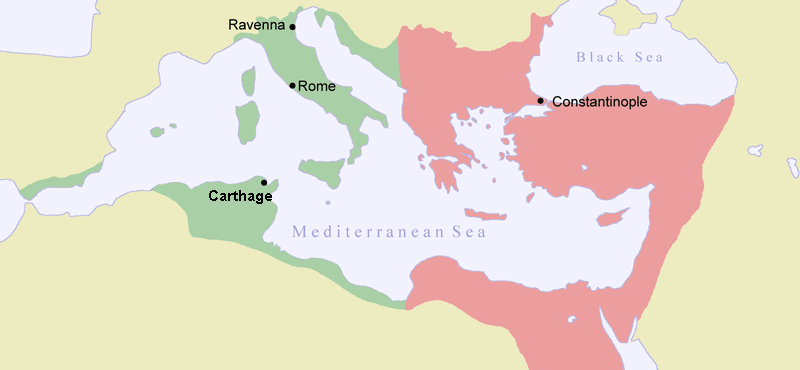
Bizanț în timpul vieții lui Ștefan

Nu se știe nimic despre viața lui Ștefan, cu excepția faptului că a fost un gramatician din Constantinopol, Imperiul Bizantin și a trăit în perioada după împărații Arcadius și Honorius dar înainte de Iustinian al II-lea. Scriitorii de mai târziu nu au oferit informații despre Ștefan din Bizanț, dar au menționat că opera sa a fost ulterior redusă la un rezumat de către un anume Hermolaus, care și-a dedicat lucrarea lui Iustinian; dar este controversat dacă este vorba despre primul sau al doilea împărat cu acest nume, însă se pare că Ștefan a activat în Bizanț în prima parte a secolului al VI-lea d.Hr., în timpul domniei lui Iustinian ce Mare.

## Etnica
Chiar și ca epitomă, Etnica are o valoare enormă pentru informațiile geografice, mitologice și religioase despre Grecia Antică. Aproape fiecare articol din epitomă conține o referință la un scriitor antic, ca autoritate pentru subiectul tratat. Din fragmentele care au supraviețuit, se observă că originalul a conținut citate considerabile ale autorilor antici, pe lângă multe alte detalii interesante, topografice, istorice, mitologice etc. Ștefan a citat din Artemidorus⁠(d), Polybius, Aelius Herodianus⁠(d), Herodot, Tucidide, Xenophon, Strabon și alți scriitori greci antici. 
Fragmentele principale care au rămas din lucrarea originală au fost păstrate de Constantin Porfirogenet, în De Administrando Imperio, cap. 23 (articolul Ίβηρίαι δύο) și în De Thematibus, vol. 10 (într-o secțiune despre Sicilia); acesta din urmă include un pasaj din poetul comic Alexis⁠(d) din lucrarea sa Șapte insule mari. Un alt fragment considerabil, de la articolul Δύμη până la sfârșitul literei Δ, se găsește într-un manuscris din Le fonds Coislin,  o colecție de manuscrise grecești adunate de Pierre Séguier, dar numită după Henri-Charles de Coislin, al doilea proprietar. Manuscrisul se află acum în Biblioteca Națională a Franței.
Prima ediție tipărită modernă a operei a fost cea publicată de  tipografia Aldina din Republica Venețiană, în 1502. Ediția standard completă este încă cea a lui Augustus Meineke (1849, retipărită la Graz, 1958) și, prin convenție, referințele către text folosesc numerele de pagină ale lui Meineke. O nouă ediție complet revizuită în limba germană, editată de B. Wyss, C. Zubler, M. Billerbeck, JF Gaertner, a fost publicată între 2006 și 2017, cu un total de 5 volume.

## Ediții
- Aldus Manutius⁠(d) (pr.), 1502, Στέφανος. Περὶ πόλεων Στέφανος. Περὶ πόλεων ( Peri poleōn ) = Stephanus. De urbibus („Despre orașe”) (Veneția). Google Cărți
- Guilielmus Xylander⁠(d), 1568, Στέφανος. Περὶ πόλεων Στέφανος. Περὶ πόλεων = Stephanus. De urbibus (Basel).
- Toma de Pinedo, 1678, Στέφανος. Περὶ πόλεων Στέφανος. Περὶ πόλεων = Stephanus. De urbibus (Amsterdam). Conține o traducere paralelă în latină. Google Cărți
- Claudius Salmasius⁠(d) (Claude Saumaise) și Abraham van Berkel, 1688, Στεφάνου Βυζαντίου Ἐθνικὰ κατ' ἐπιτομήν Περὶ πόλεων = Stephani Byzantini Gentilia per epitomen, antehac De urbibus inscripta (Leiden). Conține o traducere paralelă în latină. Google Cărți
- Lucas Holstenius⁠(d), 1692, Notae & castigationes in Stephanum Byzantium De urbibus (Leiden). Google Cărți
- Toma de Pinedo, 1725, Stephanus de urbibus (Amsterdam). Google Cărți
- Karl Wilhelm Dindorf⁠(d), 1825, Stephanus Byzantinus. Opera, 4 vol., (Leipzig). Cu note de L. Holsteinius, A. Berkelius și T. de Pinedo. Google Cărți
- Anton Westermann⁠(d), 1839, Stephani Byzantii ethnikon quae supersunt (Leipzig). Google Cărți
- Augustus Meineke, 1849, Stephani Byzantii ethnicorum quae supersunt (Berlin). Google Cărți
- Margarethe Billerbeck și colab. (edd), Stephani Byzantii Ethnica. 5 volume: 2006–2017. Berlin / New York: Walter de Gruyter, (Corpus Fontium Historiae Byzantinae 43/1)[7][8][9]